# Rivals (альбом Coal Chamber)
Rivals (с англ. — «Соперники») — четвёртый студийный альбом ню-метал группы Coal Chamber, выпущенный в 2015 году. Это первый альбом после воссоединения группы в 2011 году.

## Музыкальный стиль
Музыкальный стиль альбома «Rivals» характеризуется как ню-метал и грув-метал. В обзоре альбома Rock Magazine писал, что «Coal Chamber взяли стиль ню-метала в начале 2000-х и модернизировали звучание для текущего времени». Группа повзрослела и стала позитивнее, если сравнивать с ранними работами. В звучании альбома прослеживается отход группы от готик-метал звучания, но в целом, это всё тот же Coal Chamber.

## Список композиций
| №                   | Название                                                 | Длительность |
| ------------------- | -------------------------------------------------------- | ------------ |
| 1.                  | «I.O.U. Nothing»                                         | 3:03         |
| 2.                  | «Bad Blood Between Us»                                   | 4:00         |
| 3.                  | «Light in the Shadows»                                   | 3:41         |
| 4.                  | «Suffer in Silence» (featuring Эл Йоргенсен of Ministry) | 3:52         |
| 5.                  | «The Bridges You Burn»                                   | 3:38         |
| 6.                  | «Orion»                                                  | 1:12         |
| 7.                  | «Another Nail in the Coffin»                             | 3:21         |
| 8.                  | «Rivals»                                                 | 4:31         |
| 9.                  | «Wait»                                                   | 2:45         |
| 10.                 | «Dumpster Dive»                                          | 1:10         |
| 11.                 | «Over My Head»                                           | 3:36         |
| 12.                 | «Fade Away (Karma Never Forgets)»                        | 2:53         |
| 13.                 | «Empty Handed»                                           | 3:58         |
| Общая длительность: | Общая длительность:                                      | 41:40        |

| №                   | Название            | Длительность |
| ------------------- | ------------------- | ------------ |
| 14.                 | «Worst Enemy»       | 4:03         |
| Общая длительность: | Общая длительность: | 45:43        |

## Участники записи
- Дез Фафара — вокал
- Мигель Раскон — гитара
- Майк Кокс — барабаны
- Надя Пеулен — бас
- Эл Йоргенсен — дополнительный вокал (трек 4)
- Марк Льюис — продюсер, производство